# Les 30 Dernières Minutes
Les 30 dernières minutes est une série télévisée comique française en 26 épisodes de 26 minutes, créée par Kad et Olivier et produite par Réservoir Prod, diffusée entre le 24 janvier et le 22 août 1998 sur France 2.

## Synopsis
Cette sitcom met en scène, vus des coulisses, les déboires d'une rédaction d'émission de télévision (invités qui ne viennent pas, dissensions dans l'équipe, exigences d'audience, faiblesse du budget et autres mésaventures loufoques...) 

## Distribution
- Kad Merad : Darius Perrini
- Olivier Baroux : Benoît Coudraux
- Florian Gazan : Florian
- Tania de Montaigne : Tania
- Stéphane Troadec : Patrick Mermoz
- Fanny Paliard : Lisa
- Florence Maury : Agrippine
- Eric-Laurent Lecouffe (plus tard indiqué sous le nom de Maderic) : Robert Jafar
- Mathieu Lagarrigue : Jean-Marc Vador
- Thomas Baudry : Gamin (Dimitri)

Un invité était également présent à chaque épisode. Parmi eux : Plastic Bertrand, Tom Novembre, Bertrand Renard (des Chiffres et des lettres), Patrice Lafont, Dieudonné, Laurent Gerra, Shirley Bousquet, Yvan Le Bolloc'h, Karl Zéro...

## Fiche technique
- Scénario : Hervé Éparvier, Fred Le Bolloc'h, Florian Gazan, Kad Merad, Olivier Baroux
- Réalisation : Christophe Janin

## Épisodes
1. Ben recrute l’équipe des 30 dernières minutes
2. Prise d’otages à la rédaction
3. Des chiffres et des lettres, le retour
4. Une taupe à la rédaction
5. Darius a une extinction de voix
6. L’Extraterrestre
7. Le Meurtre de Jafar
8. Darius et Lisa séquestrés
9. Ben retombe en enfance
10. Magazine télé
11. Une journée d’enfer
12. Le Journaliste sportif
13. Darius invisible
14. Les Prostituées karaoké
15. Dalaï Florian part au Tibet
16. Les Aventures de Teddy porc fidèle
17. Darius est kidnappé par Rico
18. Clowns sur la ville
19. Cacahuète-man
20. Molambakais
21. Darius Junior
22. Mondes parallèles
23. Brigades d’intervention multispécialistes
24. Le Maniaque capillaire
25. Le Tueur en série
26. Le Jugement dernier

## Personnages
- Benoît « Ben » Coudraux : rédacteur en chef de l'émission. Il est celui qui a recruté toute l'équipe.
- Darius Perrini : présentateur de l'émission, ancien camelot sur les marchés. Vaniteux et incompétent.
- Florian : journaliste, spécialisé dans les objets bizarres et Internet. Porte toujours des maillots d'équipe de football (un différent par émission)
- Tania : « croqueuse d'images », elle déniche des images insolites. Courageuse, elle ne se laisse pas marcher sur les pieds.
- Patrick Mermoz : journaliste grand reporter (et accessoirement fan de Dolly Parton)
- Lisa : programmatrice de l'émission, engagée grâce à ses relations (ancienne dame pipi à la Maison de la Radio, elle a vu bon nombre de stars).
- Agrippine : secrétaire de rédaction (ou standardiste). Romantique (un peu) aguicheuse voire nymphomane (beaucoup)
- Jafar : la seule personne non choisie par Benoît Coudraux, c'est le producteur, le méchant patron. Son bureau est à un autre étage, il intervient rarement (souvent via l'interphone qui le relie à la rédaction).
- Gamin (Dimitri) : stagiaire de la rédaction, corvéable à merci sans aucun avantage (tickets restaurant). Si l'on peut en croire certains objets ou certaines paroles, il serait homosexuel
- Jean-Marc Vador : Remplaçant de Jafar à partir de l'épisode sept. Moins méchant mais plus... étrange.

## Commentaires
Lors de sa diffusion, cette série était très à part dans le monde des sitcoms françaises. Tournée dans les locaux de Réservoir Prod avec des bouts de ficelle, elle cultivait une certaine qualité cinéma (construction des plans, narration de l'intrigue ou dans la forme, les bandes noires en bas et en haut de l'écran) et refusait certaines conventions. Par exemple, elle refusait les rires enregistrés et s'en moquait même (épisode 8) alors que lors de la rediffusion sur Comédie !, des rires furent ajoutés, cela ne respectant pas la volonté des auteurs.
Le ton de la série est assez typique de l'humour de Kad et Olivier. D'ailleurs la série reprend certains de leurs sketchs (les frères Logan, les lignes téléphoniques roses, les flashbacks pendant la guerre du Viêt Nam, la tribu des Molambakais, etc.). Beaucoup de répliques décalées, de nonsense ou de gags récurrents (Anne Roumanoff comme tête de Turc par exemple). Chaque épisode est fréquemment entrecoupé par des apartés (face caméra, fond noir) d'un ou plusieurs protagoniste(s) de l'émission qui, face caméra, raconte(nt) a posteriori ce qui s'est passé à ce moment-là.
L'épisode se termine toujours par une scène qui se situe juste avant le début de l'émission proprement dite : l'équipe souhaite bonne chance à Darius qui s'avance dans la lumière du plateau, en faisant un geste (mimique, chorégraphie...) différent à chaque fois. 
Diffusée très tard le soir (le samedi vers 1h du matin), la sitcom passa totalement inaperçue auprès du grand public mais bénéficia d'une grande liberté de ton. Elle réussit tout de même à attirer un petit nombre de fans très actifs, notamment grâce au forum officiel.
Le dernier épisode de la série présente les coulisses du tournage.